# Манзаріє (Марказі)
Манзаріє (перс. منظريه) — село в Ірані, у дегестані Ростак, у Центральному бахші, шагрестані Хомейн остану Марказі. За даними перепису 2006 року, його населення становило 0 осіб.

## Клімат
Середня річна температура становить 12,34 °C, середня максимальна – 30,89 °C, а середня мінімальна – -8,44 °C. Середня річна кількість опадів – 267 мм.
| Клімат поселення                              | Клімат поселення | Клімат поселення | Клімат поселення | Клімат поселення | Клімат поселення | Клімат поселення | Клімат поселення | Клімат поселення | Клімат поселення | Клімат поселення | Клімат поселення | Клімат поселення | Клімат поселення |
| Показник                                      | Січ.             | Лют.             | Бер.             | Квіт.            | Трав.            | Черв.            | Лип.             | Серп.            | Вер.             | Жовт.            | Лист.            | Груд.            |                  |
| Середній максимум, °C                         | 4,74             | 6,62             | 11,68            | 18,10            | 23,00            | 28,58            | 30,89            | 30,36            | 25,98            | 18,86            | 11,53            | 5,81             |                  |
| Середня температура, °C                       | −1,84            | 0,03             | 5,08             | 11,52            | 16,41            | 22,01            | 26,13            | 25,59            | 21,22            | 14,08            | 6,75             | 1,04             |                  |
| Середній мінімум, °C                          | −8,44            | −6,57            | −1,5             | 4,95             | 9,82             | 15,43            | 21,38            | 20,84            | 16,46            | 9,32             | 1,99             | −3,72            |                  |
| Норма опадів, мм                              | 21               | 19               | 35               | 45               | 42               | 19               | 5                | 3                | 7                | 21               | 27               | 23               |                  |
| Середньомісячна швидкість вітру, м/с          | 1.96             | 2.16             | 2.40             | 2.63             | 2.26             | 2.42             | 2.74             | 2.79             | 2.28             | 1.90             | 1.79             | 1.88             |                  |
| Середньомісячна сонячна радіація, кДж/м²·день | 7396             | 10458            | 12967            | 16866            | 20676            | 24474            | 25858            | 23202            | 19862            | 13407            | 9051             | 6875             |                  |
| --------------------------------------------- | ---------------- | ---------------- | ---------------- | ---------------- | ---------------- | ---------------- | ---------------- | ---------------- | ---------------- | ---------------- | ---------------- | ---------------- | ---------------- |
| Джерело:                                      |                  |                  |                  |                  |                  |                  |                  |                  |                  |                  |                  |                  |                  |